# Leptoptilos crumeniferus
Cò Marabou (danh pháp khoa học: Leptoptilos crumeniferus) là một loài chim lội lớn trong họ Hạc. Nó là loài ở châu Phi phía nam sa mạc Sahara, trong môi trường sống ẩm ướt và khô cằn, thường sống gần con người, đặc biệt là bãi rác. Đôi khi nó được gọi là "người tổ chức tang lễ" do bề ngoài của nó.
Đây là một loài chim lớn, mẫu vật lớn được cho là đạt chiều cao 152 cm (60 in) và trọng lượng 9 kg (20 lb).. Chiều dài sải cánh 3,7 m (12 ft) được chấp nhận bởi Fisher và Peterson, người xếp các loài có sải cánh lớn nhất trong số bất kỳ loài chim còn sống nào khác. Thậm chí còn có con số đo chiều dài sải cánh cao hơn, lên đến 4,06 m (13,3 ft) đã được báo cáo, mặc dù không số liệu chiều dài sản cánh trên 3,19 m (10,5 ft) đã được xác minh. Thông thường chiều dài ngang cánh đo được là 225–287 cm (7–9 ft), ngắn hơn 1 foot so với sải cánh trung bình của thần ưng Andes và gần hai foot ít hơn mức so với số đo trung bình của chim hải âu mày đen lớn lớn nhất và bồ nông. Điển hình trọng lượng 4,5–8 kg (9,9-18 lb), bất thường nhỏ nhất là 4 kg (8,8 lb), và chiều dài (từ mỏ đến đuôi) là 120 đến 130 cm (47 đến 51). Con mái có nhỏ hơn so với con trống. Chiều dài mỏ có thể dao động từ 26,4 đến 35 cm (10,4 đến 13,8 in).